# Vahanga
Vahanga (lub Vaega) – atol należący do Grupy Actéon w archipelagu Tuamotu, w Polinezji Francuskiej.

## Charakterystyka fizycznogeograficzna
Powierzchnia lądowa wynosi 3,8 km², natomiast powierzchnia laguny wynosi 12,6 km². Atol położony jest 7 km na wschód od atolu Tenararo oraz 8 km na zachód od atolu Tenarunga.